# Верхлівка
Верхлівка (біл. вёска Верхлевка) — село в складі Березинського району Мінської області, Білорусь. Село підпорядковане Погостівській сільській раді, розташоване в східній частині області.